# フランシスコ・パラウ
フランシスコ・パラウ（Francisco Palau、1811年12月29日 - 1872年3月20日）は、スペインのカルメル会司祭（神父）、福者、ジャーナリスト、カルメル宣教修道女会、聖テレジアのカルメル宣教修道女会創立者。修道名はイエス・マリア・ヨセフのフランシスコ（Francisco de Jesus Maria Jose）である。
フランシスコ・パラウはスペイン・アイトナで生まれた。幼少のころから召命を抱き、1832年、跣足カルメル会に入会した。1836年、司祭に叙階されたが、当時スペインの政府はカトリック教会に対し修道院閉鎖命令を出し、弾圧を強めていた。そのため彼は一生涯、院外生活を送ることを余儀なくされ、修道院で過ごすことはなかった。パラウ神父は青少年の教育のために『カルメル宣教修道女会』、『聖テレジアのカルメル宣教修道女会』を設立し、力を注いだ。迫害の嵐を掻い潜ってきたが、1872年3月20日にタラゴナで死去した。
英雄的聖徳と聖テレサへの愛に燃えた彼の功績を称え、1988年4月24日、ローマ教皇ヨハネ・パウロ2世によって列福された。